# Air Mandalay
Air Mandalay ist eine myanmarische Regionalfluggesellschaft mit Sitz in Rangun und Basis auf dem Rangun International Airport.

## Geschichte
Air Mandalay wurde am 6. Oktober 1994 Als Joint Venture zwischen Myanma Airways und Air Mandalay Holdings Singapore gegründet und nahm den Flugbetrieb am 18. Oktober 1994 mit einem Flug von Rangun nach Mandalay auf. Der erste internationale Flug fand am 27. August 1995 zwischen Rangun und Chiang Mai in Thailand statt.
Im Dezember 2014 musste der Flugbetrieb zunächst eingestellt werden, da ein Leasing von zwei Embraer ERJ-145, die als Ersatz für ältere ATR-Flugzeuge benötigt wurden, nicht abgeschlossen werden konnte. Anfang April 2015 wurden, mit zwei inzwischen hinzugeleasten ERJ-145ER und einer verbliebenen ATR 72, zunächst Charterflüge wieder aufgenommen. Im Mai 2015 folgten auch Linienflüge.
2018 musste die Fluggesellschaft mehrmals den Flugbetrieb einstellen, zuletzt im September 2018.

## Flugziele
Air Mandalay führt nationale Linienflüge durch.

## Flotte

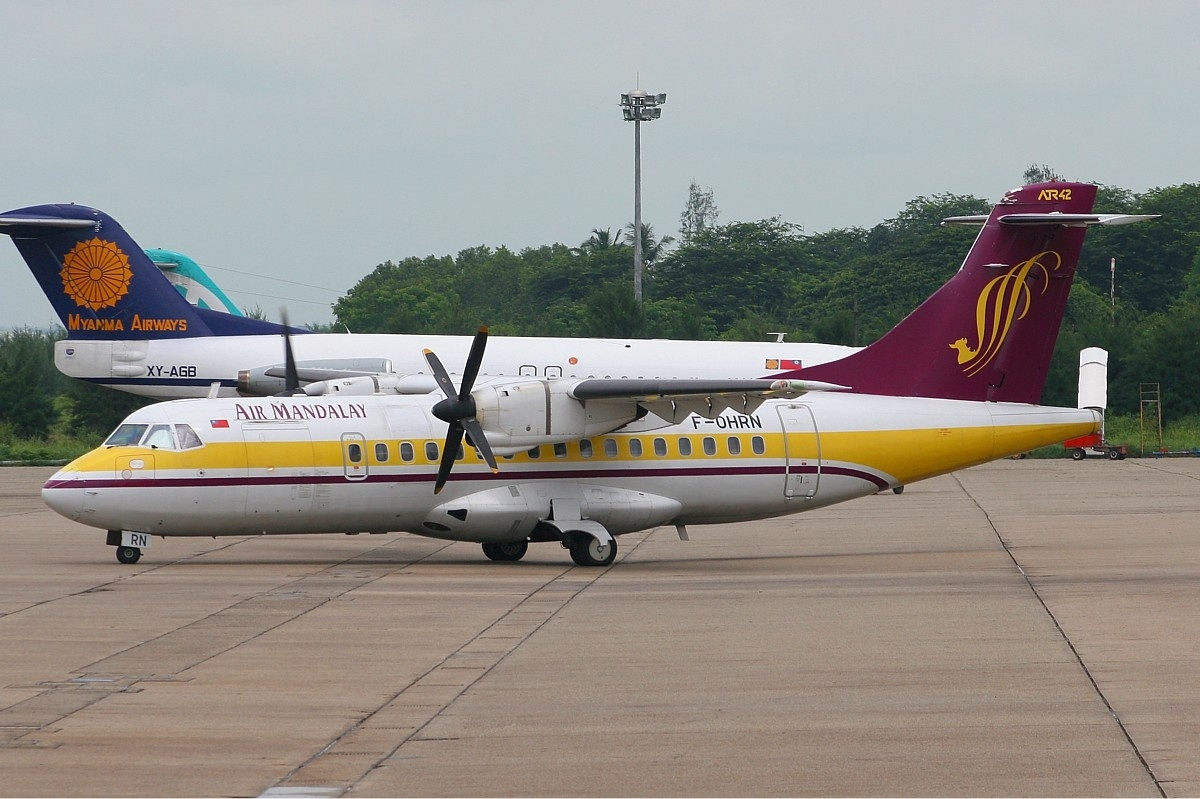
ATR 42-300 der Air Mandalay im alten Farbschema

Mit Stand März 2018 bestand die Flotte der Air Mandalay aus zwei Flugzeugen mit einem Durchschnittsalter von 18,2 Jahren:
| Flugzeugtyp      | Anzahl | bestellt | Anmerkungen                         | Sitzplätze |
| ---------------- | ------ | -------- | ----------------------------------- | ---------- |
| Embraer ERJ 145  | 2      |          | ehemalige Maschinen der Aerolitoral | 50         |
| Mitsubishi MRJ90 |        | 6        | + 4 Optionen                        | - offen -  |
| Gesamt           | 2      | 6        |                                     |            |

In der Vergangenheit wurden zudem ATR 42-300 und ATR 72-200 eingesetzt.